# 张佩君
张佩君（1958年4月29日—），中国女子手球运动员。她在1984年洛杉矶夏季奥林匹克运动会中，参加了女子手球比赛并获得铜牌。之后她就读于佛罗里达大学。